# تان‌چونگ (آن‌جانگ)
تان‌چونگ  (به ویتنامی: Xã Tân Trung) یک قصبه در ویتنام است که در تابعیت شهرستان فوتان، در استان آن‌جانگ می‌باشد.